# Emiliano Zapata (Marqués de Comillas)
Emiliano Zapata es una localidad del estado mexicano de Chiapas. Es parte del municipio de Marqués de Comillas.

## Toponimia
El nombre de la localidad rinde homenaje a Emiliano Zapata, héroe de la Revolución mexicana.

## Demografía
| Gráfica de evolución demográfica |
|                                  |

| Censo | Población |
| ----- | --------- |
| 1990  | 653       |
| 2000  | 842       |
| 2010  | 1 082     |
| 2020  | 1 490     |